# Фільмографія Дені Вільнева

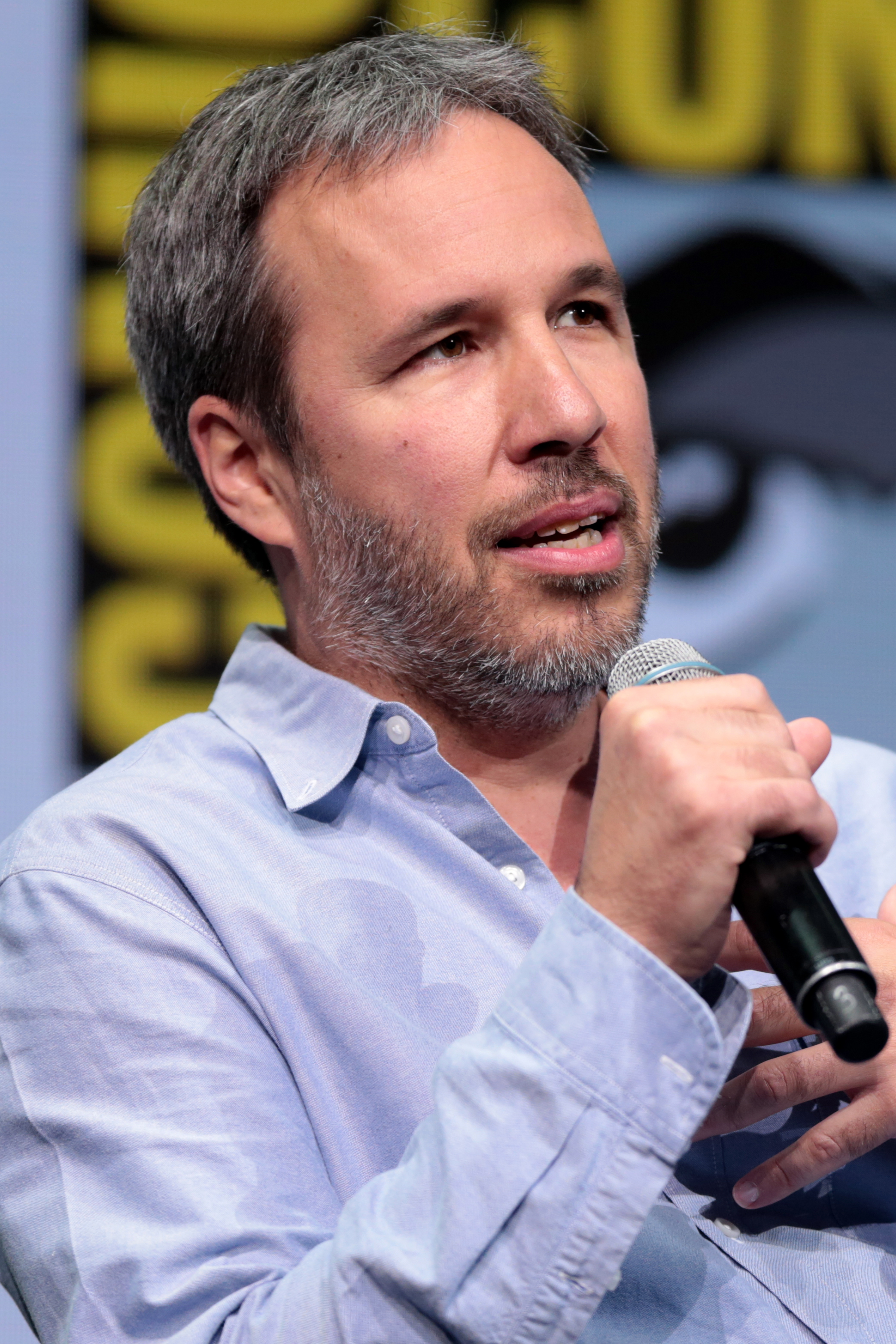
Вільнев на фестивалі San Diego Comic-Con International у 2017 році

Дені Вільнев (фр. Denis Villeneuve) — франко-канадський кінорежисер, продюсер і сценарист. Його повнометражним режисерським дебютом став драматичний фільм «32-ге серпня на Землі» (1998), до якого він також написав сценарій. Згодом він написав і зняв чергову драму «Вир» (2000), що оповідає про молоду жінку, яка страждає на депресію й зав'язує романтичні стосунки із сином людини, яку вона вбила внаслідок дорожньо-транспортної пригоди. Вільнев отримав кілька нагород за найкращу режисерську роботу й найкращий сценарій, а також був нагороджений призом ФІПРЕССІ на Берлінському міжнародному кінофестивалі. У 2009 році він зняв драму «Політех», що ґрунтується на реальних подіях, які сталися в Політехнічній школі Монреаля. Після цього він став режисером та співсценаристом воєнної драми «Пожежі» (2010), яка здобула схвалення критиків і численні номінації та нагороди, включно з номінаціями на премії БАФТА та «Оскар» за найкращий неангломовний фільм і найкращий міжнародний художній фільм відповідно.
У 2013 році було випущено трилер «Полонянки» з Г'ю Джекманом і Джейком Джилленголом у головних ролях та психологічну драму «Ворог», над якою Вільнев також співпрацював із Джилленголом. Його наступним проєктом став бойовик-трилер «Сікаріо» (2015), що оповідає про агента ФБР у виконанні Емілі Блант, яка приєднується до урядової оперативної групи із завданням знищити лідера мексиканського наркокартелю. Після цього він став режисером науково-фантастичної драми «Прибуття» (2016), яка є адаптацією повісті «Історія твого життя» Теда Чана та здобула визнання критиків. Фільм був названий одним із найкращих фільмів 2016 року, тоді як Вільнев отримав свої перші номінації за найкращу режисерську роботу на церемоніях БАФТА, Гільдії режисерів Америки та «Оскару». Потім він зняв неонуарний науково-фантастичний фільм «Той, хто біжить по лезу 2049», який є продовженням «Того, хто біжить по лезу» (1982) та оповідає про репліканта у виконанні Раяна Гослінга.
Кількома роками пізніше Вільнев став режисером, співсценаристом та співпродюсером епічного науково-фантастичного фільму «Дюна» (2021) § першої частини адаптації однойменного роману Френка Герберта, яка здобула схвальні відгуки та стала найкасовішою у фільмографії Вільнева, зібравши 400 млн $. Картина була номінована на численні нагороди, включно з номінаціями в категоріях «Найкращий фільм», «Найкраща режисерська робота» й «Найкращий адаптований сценарій», а також першими для Вільнева номінаціями на «Золотий глобус». Його наступною роботою стане «Дюна 2» (2023) — друга частина адаптації роману Герберта.

## Фільмографія
| Рік  | Назва                                                 | Оригінальна назва                                                    | Посада  | Посада    | Посада     | Посада | Коментарі                                                                               | Прим.         |
| Рік  | Назва                                                 | Оригінальна назва                                                    | Режисер | Сценарист | Продюсер   | Інше   | Коментарі                                                                               | Прим.         |
| ---- | ----------------------------------------------------- | -------------------------------------------------------------------- | ------- | --------- | ---------- | ------ | --------------------------------------------------------------------------------------- | ------------- |
| 1990 | Слідами оператора                                     | Sur les traces du camérosaure                                        | Так     | Так       | Так        | Так    | оператор та монтажер короткометражний фільм для передачі «Перегони: призначення — світ» | [ 27 ]        |
| 1991 | Земля людей                                           | Terre des hommes                                                     | Так     | Так       | Так        | Так    | оператор та монтажер короткометражний фільм для передачі «Перегони: призначення — світ» | [ 27 ]        |
| 1994 | Н/Д                                                   | REW-FFWD                                                             | Так     | Так       | Ні         | Ні     | короткометражний документальний фільм                                                   | [ 28 ]        |
| 1994 | Н/Д                                                   | Ensorcelée                                                           | Так     | Ні        | Ні         | Ні     | музичний відеокліп для Даніеля Беланджера                                               | [ 29 ]        |
| 1995 | Н/Д                                                   | Querer                                                               | Так     | Ні        | Ні         | Ні     | музичний відеокліп для «Цирку дю Солей»                                                 | [ 29 ]        |
| 1995 | Н/Д                                                   | Tout simples jaloux                                                  | Так     | Ні        | Ні         | Ні     | музичний відеокліп для Beau Dommage                                                     | [ 29 ]        |
| 1995 | Зігрейл                                               | Zigrail                                                              | Ні      | Ні        | Ні         | Так    | акторська роль                                                                          | [ 2 ]         |
| 1996 | Технецій                                              | Le Technétium                                                        | Так     | Так       | Ні         | Ні     | короткометражний фільм для антології «Космос»                                           | [ 30 ]        |
| 1998 | 32-ге серпня на Землі                                 | Un 32 août sur terre                                                 | Так     | Так       | Ні         | Ні     | повнометражний режисерський дебют                                                       | [ 2 ]         |
| 2000 | Вир                                                   | Maelström                                                            | Так     | Так       | Ні         | Ні     | Н/Д                                                                                     | [ 2 ]         |
| 2006 | 120 секунд до перемоги на виборах                     | 120 Seconds to Get Elected                                           | Так     | Так       | Ні         | Ні     | короткометражний фільм                                                                  | [ 31 ]        |
| 2007 | Крик щастя                                            | Un cri au bonheur                                                    | Так     | Ні        | Ні         | Ні     | документальний фільм співрежисер                                                        | [ 32 ]        |
| 2008 | Поверхом вище                                         | Next Floor                                                           | Так     | Ні        | Ні         | Ні     | Н/Д                                                                                     | [ 2 ]         |
| 2009 | Політех                                               | Polytechnique                                                        | Так     | Так       | Ні         | Ні     | написаний у співавторстві з Жаком Давідсом та Еріком Лека                               | [ 7 ]         |
| 2010 | Пожежі                                                | Incendies                                                            | Так     | Так       | Ні         | Ні     | написаний у співавторстві з Валері Богран-Шампан                                        | [ 8 ]         |
| 2011 | Дорослий рейтинг за оголеність                        | Rated R for Nudity                                                   | Так     | Ні        | Ні         | Так    | монтажер короткометражний фільм                                                         | [ 33 ]        |
| 2011 | Емпіричне дослідження про вплив звуку на інерцію зору | Étude empirique sur l'influence du son sur la persistance rétinienne | Так     | Так       | Ні         | Так    | оператор та монтажер короткометражний фільм                                             | [ 34 ]        |
| 2013 | Полонянки                                             | Prisoners                                                            | Так     | Ні        | Ні         | Ні     | Н/Д                                                                                     | [ 2 ]         |
| 2013 | Ворог                                                 | Enemy                                                                | Так     | Ні        | Ні         | Ні     | Н/Д                                                                                     | [ 2 ]         |
| 2015 | Сікаріо                                               | Sicario                                                              | Так     | Ні        | Ні         | Ні     | Н/Д                                                                                     | [ 2 ]         |
| 2016 | Прибуття                                              | Arrival                                                              | Так     | Ні        | Ні         | Ні     | Н/Д                                                                                     | [ 2 ]         |
| 2017 | Той, хто біжить по лезу 2049                          | Blade Runner 2049                                                    | Так     | Ні        | Ні         | Ні     | Н/Д                                                                                     | [ 2 ]         |
| 2021 | Дюна                                                  | Dune                                                                 | Так     | Так       | Так        | Ні     | написаний у співавторстві з Джоном Спейтсом та Еріком Ротом                             | [ 21 ]        |
| 2024 | Дюна 2                                                | Dune: Part Two                                                       | Так     | Так       | Так        | Ні     | написаний у співавторстві з Джоном Спейтсом та Еріком Ротом знімання                    | [ 26 ]        |
| Н/Д  | Син                                                   | The Son                                                              | Так     | Ні        | Виконавчий | Ні     | мінісеріал підготовчий період                                                           | [ 35 ]        |
| Н/Д  | Дюна: Сестринство                                     | Dune: The Sisterhood                                                 | Ні      | Ні        | Виконавчий | Ні     | телесеріал анонсовано                                                                   | [ 26 ]        |
| Н/Д  | Побачення з Рамою                                     | Rendezvous with Rama                                                 | Так     | Ні        | Ні         | Ні     | анонсовано                                                                              | [ 36 ]        |
| Н/Д  | Клеопатра                                             | Cleopatra                                                            | Так     | Ні        | Ні         | Ні     | анонсовано                                                                              | [ 37 ] [ 38 ] |